# محمد صالح الشنقيطي
محمد صالح الشنقيطي رئيس أول جمعية تشريعية سودانية في الفترة ما بين 1948 و1953 التي بلغ عدد أعضائها 79 عضوا من أهم إنجازاتها تدريب عدد من النواب والوزراء السودانيين على نظم الحكم والحياة البرلمانية وسلطة الحكم وإجازة قرار دولتي الحكم الثنائي بمنح السودان الحكم الذاتي.وهو قاضي قضاة، من أصول موريتانية والده الشيخ محمد الشنقيطي من الذين عملو ولهم مساهمات في مجال الشريعة والدين الإسلامي بالسودان وكان من المشايخة وكان قد أسس خلوة لتعليم القران الكريم مقرها بام درمان.
من مؤسسي حزب الأمة ساهم في استقلال السودان مع الامام عبد الرحمن المهدي من أعضاء حزب الأمة سافر مع الامام الي بريطانيا وليكسس وتزعم وفود الامام للخارج مع السيد الصديق المهدي والسيد عبد الله الفاضل المهدي والسادة محمد أحمد محجوب وعبد الرحمن علي طه وإبراهيم أحمد وعبد السلام الخليفة عبد الله وعبد الله خليل، من مؤسسي نادي الخريجين بامدرمان إنشاء مدرسة الشنقيطي للبنات ومدرسة حي العرب للاولاد وساهم في مدرسة المليك ومدرسة الأحفاد وساهم من ماله الخاص في معهد القرش الصناعي بامدرمان وهب مكتبته الخاصة العامرة الي جامعة الخرطوم له مسجد باسمه في حي العرب الذي ولد وترعرع فيه وله شارع باسمه يمتد من حي العرب الي الثورات أسس شركة شاشينا الزراعية وشركة النيل للمقاولات وشركة الهواء السائل وشركة التركترات السودانية وهبته جامعة الخرطوم الدكتورة الفخرية كان رئيس أول لجنة للصلح بين الامام الهادي المهدي والسيد الصادق ولقب حينها بالرجل الذي يحاول ان يخلق من الفسيخ شربات توفي عام 1968 بعد أداء فريضة الحج ودفن في مقابر البكري بامدرمان صلى علي جنازته السيدالرئيس إسماعيل الازهري رئيس مجلس السيادة إضافة الي جميع أعضاء المجلس كما حضر السيد الصادق المهدي والامير عبد الله عبد الرحمن نقدالله والسيد داود عبد اللطيف الدكتور حسن الترابي وجمع غفير من المشيعين وكم هايل من السياسين.